# Тюменяківська сільська рада
Тюменя́ківська сільська рада (рос. Тюменяковский сельский совет) — муніципальне утворення у складі Туймазинського району Башкортостану, Росія. Адміністративний центр — село Тюменяк.

## Населення
Населення — 4109 осіб (2019, 2984 у 2010, 2528 у 2002).

## Склад
До складу поселення входять такі населені пункти:
| Населений пункт      | Населення, осіб (2002) | Населення, осіб (2010) |
| -------------------- | ---------------------- | ---------------------- |
| Агіртамак, село      | 504                    | 610                    |
| Дарвіно, присілок    | 101                    | 138                    |
| Казарма 1340, селище | 1                      | -                      |
| Покровка, присілок   | 123                    | 143                    |
| Райманово, село      | 817                    | 970                    |
| Таш-Кічу, присілок   | 44                     | 53                     |
| Тюменяк, село        | 935                    | 1070                   |